# Zhuxi
Zhuxi (chin. 竹溪县; Pinyin: Zhúxī Xiàn) ist ein Kreis, der zum Verwaltungsgebiet der bezirksfreien Stadt Shiyan im Nordwesten der chinesischen Provinz Hubei gehört. Sie hat eine Fläche von  3.585 km² und zählt 314.000 Einwohner (Stand: Ende 2019). Sein Hauptort ist die Großgemeinde Chengguan (城关镇).
Die Cixiaogou-Caihuangmu-Stätte mit den Felsschnitzereien (Cixiaogou “Caihuangmu” moya 慈孝沟“采皇木”摩崖) aus der Zeit der Ming-Dynastie steht seit 2006 auf der Liste der Denkmäler der Volksrepublik China (6-847).